# Елюй (деревня)
Елю́й (чув. Елӳ) — деревня в Цивильском районе Чувашской Республики. Входит в состав Булдеевского сельского поселения.

## География
Находится в северной части Чувашии на расстоянии приблизительно 10 км на северо-восток по прямой от районного центра города Цивильск на правобережье реки Цивиль.

## История
Известна с 1858 года, когда в ней (тогда выселок села Введенское или Чурашево, ныне Первое Чурашево Мариинско-Посадского района) было 128 жителей. В 1897 году было отмечено 254 жителя, в 1926 — 60 дворов, 292 жителя, в 1939 — 74 двора, 297 жителей, 1979—208. В 2002 году 61 двор, в 2010 — 40 домохозяйств. В период коллективизации был образован колхоз «Ударник».

## Население
Постоянное население составляло 110 человека (чуваши 99 %) в 2002 году, 81 в 2010.